# سوسيتا (سيارة)

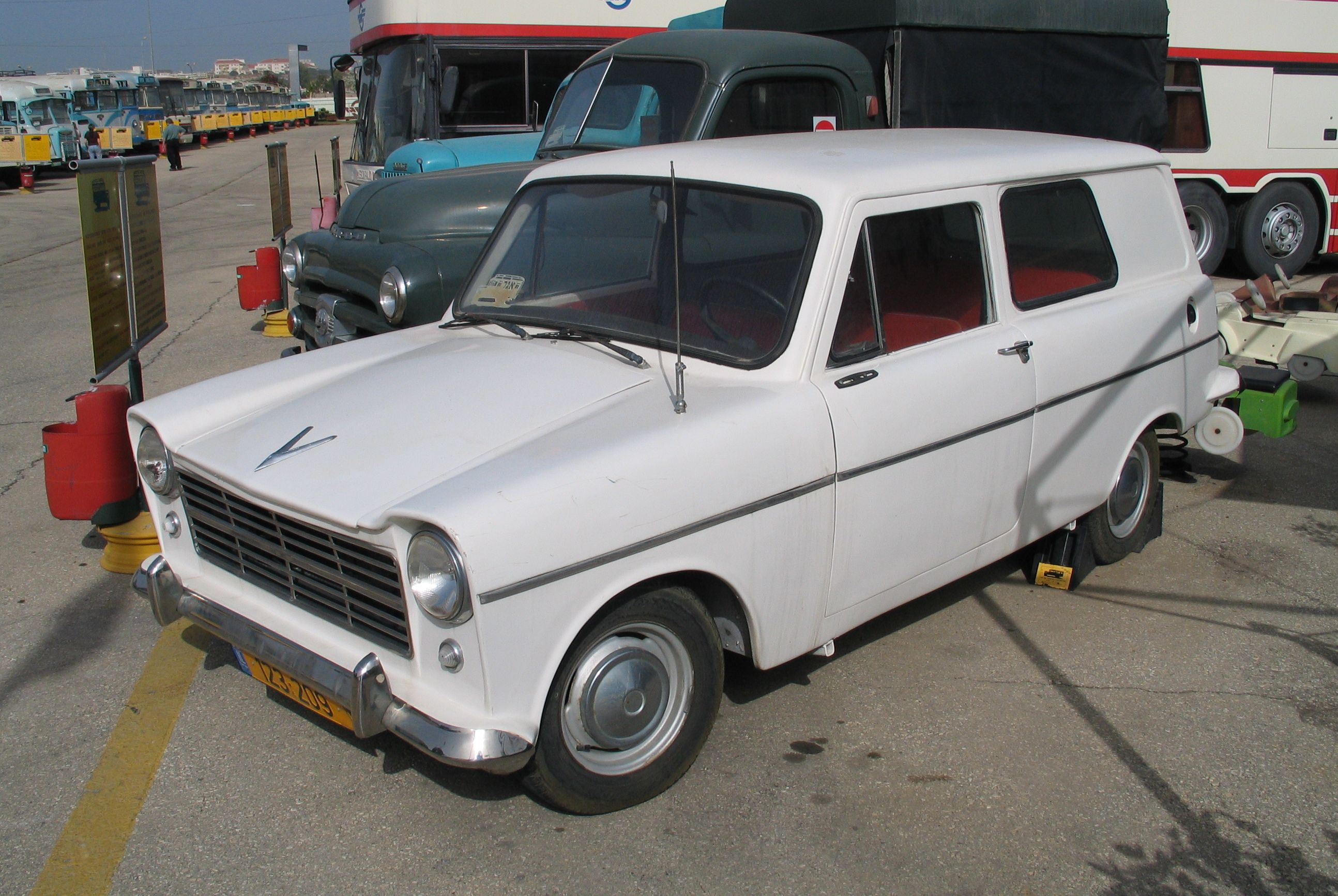
سيارة سوسيتا في متحف الحافلات إيغد في حولون

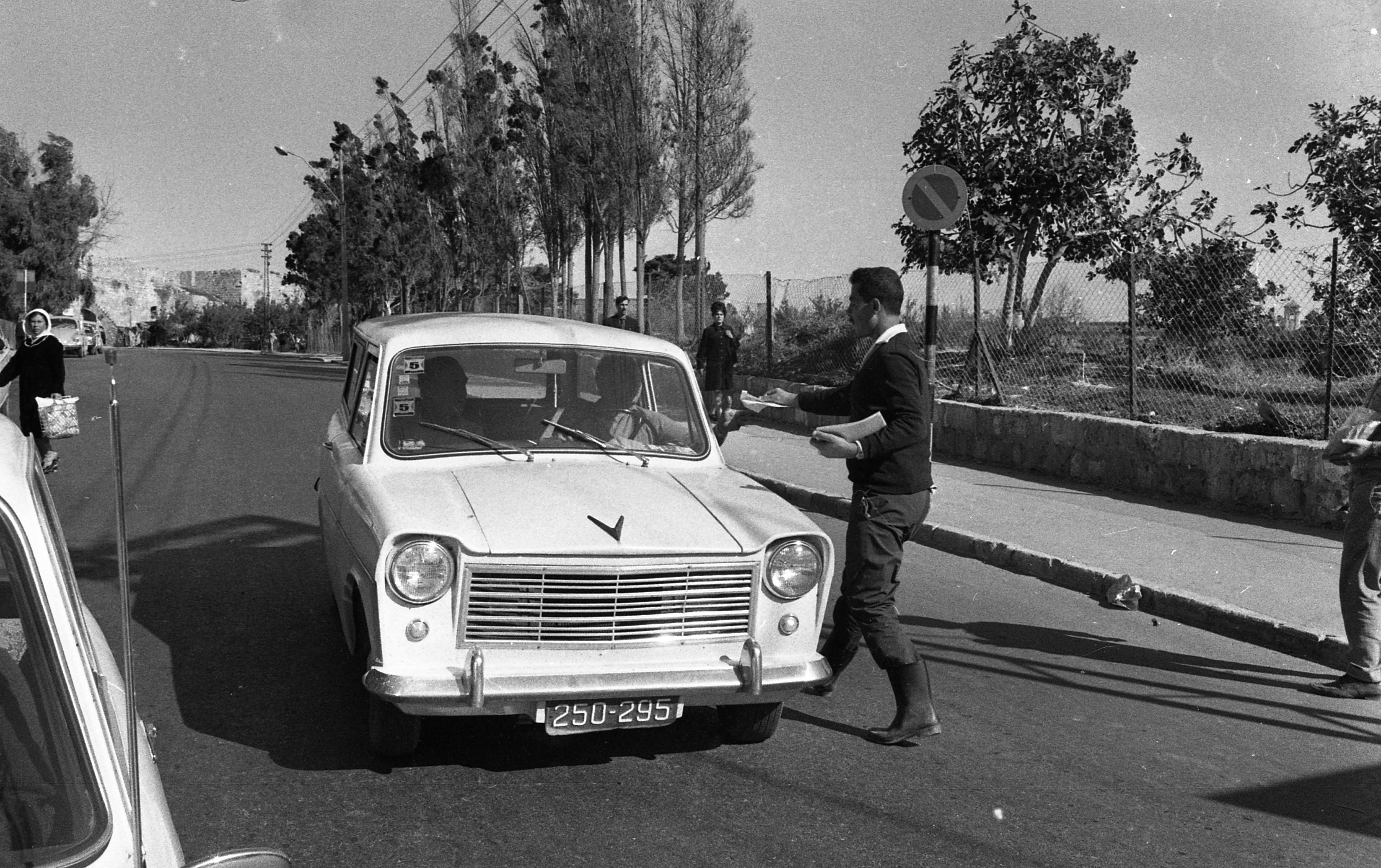

سوسيتا هي عربة إسرائيلية أُنتجت وسُوّقت في ستينيات وسبعينيات القرن الماضي بين الأعوام 1960 وحتى 1975 من قبل شركة أوتوكارز (Autocars co). وتعتبر أولى السيارات التي صُنعت في إسرائيل.
تمّ عقد الاتفاق بين الشركة البريطانية وإسحاق شوفينسكي (وهو محاسب إسرائيلي ومؤسس شركة أوتوكارز) في عام 1957، وكان فحوى الاتفاق تصميم سيارة تسير على 4 عجلات. أسفر الاتفاق عن تعاون نمى بين شركة إسرائيلية تحمل اسم أوتوكارز وبين الشركة البريطانية ريلاينت (ريلاينت موتورز)، وأثمر هذا التعاون صناعة سيارة سوسيتا الأولى.

## التسمية
سُمّيت سيارة سوسيتا بأسماء مختلفة في العبرية: غلبواع (الجرمق)، كرمل، روم كرمل، صبرة، وغيرها.
أما سوسيتا فهو اسم جبل يقع شرقي بحيرة طبرية.

## تاريخ صناعتها
في سبتمبر 1958 تم تصنيع سيارة الشركة الأولى التي بيعت في البداية باسم ريجنت 4 في السوق المحلي، وباسم صبرة في أسواق التصدير. بيعَ الإصدار الأول من السيارة (طراز ستيشن) في أوائل الستينيات باسم صبرة. تم إنتاج سيارة السوسيتا في العام 1959. وقد أعلنت شركة أوتوكارز Autocars عن مسابقة لمقترحات تسمية السيارة الإسرائيلية الأولى. تم تقديم 2355 تسميات، واختير اسم «سوسيتا» الذي قدمه ستة مشاركين، كل على حدة. بلغت الجائزة مبلغ 500 ليرة ومُنحت لطالب في تخصص الهندسة الزراعية في كلية الزراعة في رحوفوت.
أنتج المصنع سيارات أخرى رياضية وسُميّت «صبرة». سُوقّ هذا الطراز في إسرائيل وفي بلجيكا بشكل خاص. تعاقدت الشركة مع الحكومة الإسرائيلية على اعتماد السيارة للموظفين الكبار في قطاعات مختلفة وكذلك مع مؤسسة الجيش الإسرائيلي.
آخر إصدارات الشركة كان في العام 1981 حيث أُعلن عن إغلاق المصنع وبذلك توقف إنتاج سيارة سوسيتا بشكل نهائي.